# Bálint Imre (újságíró)
Bálint Imre, Oesterreicher (Budapest, 1896. június 21. – Budapest, Terézváros, 1953. december 19.) író, újságíró. Nagybátyja Bálint Lajos újságíró, szerkesztő.

## Élete
Bálint Márton Lipót és Kohn Gizella fia. 1921-től a Világ című napilap, majd a Magyar Hírlap munkatársa volt. Részt vett 1923-ban az Esti Kurír című napilap megalapításában, amelynek politikai cikkírója volt és a „Glosszák“ című rovatát vezette. 1944-ben politikai fogolyként a mauthauseni koncentrációs táborba deportálták, ahonnan 1945 májusában tért haza. 1947-től a Világ felelős szerkesztőjeként dolgozott. Részt vett az 1953-ban megjelent magyar–angol szótár munkálataiban, majd 1953 januárjától haláláig az Értelmező Szótár munkatársa volt.
Első házastársa Somogyi Erzsébet, akivel 1925. augusztus 1-jén Budapesten, a Terézvárosban kötött házasságot, azonban négy évvel később elvált tőle. Második felesége Strer Szabina volt, akit 1940-ben Budapesten vett nőül.

## Művei
- Reggelre meghalunk (regény, Budapest, 1930)
- Székelyek (regény, Budapest, 1936)
- Infanterist Simon (regény, Budapest, 1937)